# NLE Choppa
Bryson Lashun Potts (Memphis, 1 de novembro de 2002), mais conhecido como NLE Choppa, (anteriormente conhecido como YNR Choppa), é um rapper, cantor e compositor americano. Ele é mais conhecido pelo seu single de estréia em janeiro de 2019 "Shotta Flow", que foi certificado pela RIAA como platina.

## Vida pregressa
Potts nasceu de mãe jamaicana e pai afro-americano. Ele foi criado em Memphis, Tennessee, no bairro de Parkway Village e frequentou a Cordova High School, onde jogava basquete. Ele começou a fazer freestyle com amigos aos 14 anos e começou a levar a sério a música aos 15 anos. Durante um período não especificado, NLE Choppa cumpriu pena em um centro de detenção juvenil. Ele nunca revelou o motivo pelo qual foi preso, mas afirmou que seu tempo de detenção o motivou a mudar sua vida. Em um episódio de sua série do YouTube A ascensão da NLE Choppa, ele disse que estar detido o ajudou muito e foi um "revelador".

## Carreira

### 2018–2019: início, contrato de gravação eCottonwood
O empresário de NLE Choppa é sua mãe, Angela Potts, que o cuida de sua carreira desde que ele começou a expressar interesse pela música. Ele lançou sua primeira música, "No Love Anthem", em março de 2018 como o nome artístico YNR Choppa. Em 22 de julho, ele lançou sua mixtape de estreia, "No Love the Takeover". Em dezembro, ele apareceu em "No Chorus Pt. 3", uma canção em estilo cypher de seu coletivo Shotta Fam. Seu verso de abertura e seus passos de dança no videoclipe que o acompanha o fizeram se destacar do grupo, o que lhe rendeu um alcance online.
Após o aumento da popularidade, ele lançou seu single "Shotta Flow". O vídeo alcançou 10 milhões de visualizações em um mês. Poucos dias após seu lançamento, Pitchfork destacou a faixa como sua Canção do Dia, elogiando sua entrega enérgica e acrescentando que "ele faz um novo passo de dança toda vez que a câmera foca nele". A canção entrou no Billboard Hot 100 em maio de 2019, estreando no número 96. Mais tarde, atingiu o pico na posição de número 36. O remix oficial, com Blueface e um videoclipe dirigido por Cole Bennett, foi lançado em junho, logo após a canção original ser certificada platina pela RIAA.
Em fevereiro, ele lançou a sequência da música, "Shotta Flow 2". O vídeo recebeu 20 milhões de visualizações em dois meses, o que levou Carl Lamarre, da Billboard, a dizer que seu "seu domínio recente calou qualquer crítico". Foi nessa época que foi relatado que Choppa seria o motivo de uma guerra de lances entre várias gravadoras grandes, com lances alcançando estimados US $ 3 milhões. Ele recusou ofertas da Republic Records, Interscope Records, Caroline, e assinou com a gravadora independente, UnitedMasters, enquanto mantinha suas gravações originais e publicação. Em março, ele lançou um novo single chamado "Capo", com o videoclipe estreando no Worldstarhiphop. Também em março, ele participou da canção "Dreams" de Birdman e Juvenile. Em abril de 2019, NLE lançou outro single chamado "Birdboy", produzido por SGULL.
Em maio, Choppa lançou um novo single, "Blocc Is Hot", produzido por ATL Jacob. Foi feito como uma homenagem ao seu rapper de infância favorito, Lil Wayne. Poucos dias depois, ele fez sua estreia em um festival de música, apresentando-se no Beale Street Music Festival, em Memphis. Bob Mehr, do The Commercial Appeal, elogiou seu ato, dizendo que "fez muito para aproveitar a oportunidade no grande palco de sua cidade natal" e que "sua carreira provavelmente verá muitos mais momentos memoráveis em Memphis". Em 14 de junho de 2019, ele lançou o single "Free YoungBoy", produzido pela CashMoneyAP. O videoclipe alcançou mais de 19 milhões de visualizações no YouTube. O título dessa música é uma referência ao rapper YoungBoy Never Broke Again, que foi preso por atirar e por ter violado sua condicional. Essa música foi o primeiro lançamento de seu próprio selo No Love Entertainment (NLE), que lançou em parceria com a Warner Records. De acordo com a revista Billboard, No Love Entertainment está programado para lançar novas músicas da NLE Choppa. Em 13 de setembro de 2019, NLE Choppa lançou um novo single intitulado "Camelot". A canção chegou a posição de número 37 nos Estados Unidos, tornando-se seu segundo hit no Top 40, depois de "Shotta Flow".
Em 20 de dezembro de 2019, NLE Choppa lançou seu primeiro EP intitulado "Cottonwood". O EP, que leva o nome da área em que ele cresceu, apresenta os singles lançados anteriormente "Side" e seu grande sucesso "Shotta Flow" com seu remix, apresentando Blueface. O EP também consiste em uma colaboração com Meek Mill. Para acompanhar o lançamento de "Cottonwood", um curta-metragem de mesmo nome foi lançado no mesmo dia.

### 2020:Top Shotta,From Dark to Light, andMe vs. Me
O álbum de estreia de NLE Choppa, Top Shotta, foi inicialmente definido para lançamento no início de 2020 e foi precedido por vários singles. Em 19 de março, ele lançou o primeiro single do álbum "Walk Em Down" com Roddy Ricch. Em 12 de junho de 2020, ele lançou "Shotta Flow 5", a quarta sequência de seu single de 2019 "Shotta Flow". O single "Narrow Road" com Lil Baby foi lançado em 30 de julho. Uma semana depois, em 7 de agosto, Top Shotta foi lançado. Em 11 de agosto de 2020, NLE Choppa foi incluído na Freshman Class de 2020 da revistas XXL. Em 5 de setembro, Choppa prometeu parar de fazer rap falando sobre violência, afirmando que tem mais o que falar e quer "espalhar positividade e acordar as pessoas". Em 15 de outubro, ele anunciou um novo projeto intitulado From Dark to Light, que foi lançado em 1º de novembro, seu aniversário. A arte da capa da mixtape o mostra sentado com as pernas cruzadas em um ambiente externo, com borboletas ao seu redor e um arco-íris à distância; um aceno para sua nova jornada espiritual. Em 23 de outubro, a NLE lançou o videoclipe de sua música, "Narrow Road", com Lil Baby. O videoclipe tem mais de 28 milhões de visualizações no YouTube. Em agosto de 2020, NLE Choppa anunciou o lançamento planejado de "Shotta Flow 6", que contará com Lil Wayne, e deve ser lançado em breve. Em fevereiro de 2021, Choppa cogitou uma segunda parte de "Walk Em Down" com Lil Durk por meio de um tweet. Espera-se que essas músicas sejam incluídas em seu segundo álbum, Me vs. Me, em 17 de dezembro de 2021.

## Estilo musical
NLE Choppa é conhecido por seu "vocal animado" e seu rap enérgico, nítido em seu primeiro single, "Shotta Flow". Seu som também foi descrito como "melódico", embora "pesado". Jessica McKinney da revista Complex afirmou que ele geralmente tem uma entrega "selvagem e indisciplinada" em seus versos. Quando criança, ele ouvia UGK e Lil Wayne, no entanto, ele se lembra de ter ouvido "muitas músicas não lançadas por toda a cidade" de Memphis.

## Vida pessoal
Em 20 de junho de 2020, NLE Choppa deu as boas-vindas a seu primeiro filho, chamada Clover Brylie Potts. Ele afirmou que ter um filho a caminho mudou sua mentalidade; “Eu sabia que precisava mudar e ser uma pessoa melhor para minha filha”.
Em agosto de 2020, NLE Choppa gravitou em direção a um despertar "espiritual" nas redes sociais, lançando um canal no YouTube chamado "Awakened Choppa", onde documenta seu estilo de vida holístico e mais saudável, que inclui veganismo e jardinagem. Ele disse que lutou contra a depressão, e muitas vezes canta sobre isso em sua música. Ele medita para lidar com questões de saúde mental e as pressões de ser um jovem artista. Ele foi banido do Instagram no início de 2020, algo que ele disse o "deixou de castigo".
Durante um período não especificado, NLE Choppa cumpriu pena em um centro de detenção juvenil. Ele nunca revelou o motivo pelo qual foi preso, mas disse que seu tempo na detenção o motivou a mudar de vida. Em um episódio de sua série no YouTube The Rise of NLE Choppa, ele disse que estar na detenção o ajudou muito e foi uma "revelação".
Em 29 de março de 2021, NLE Choppa foi preso por roubo, drogas e porte de arma. Ele lançou um freestyle chamado "First Day Out" em cima da faixa Beat Box Beat viral do SpotemGottem.
Em 3 de maio de 2021, NLE Choppa e seu grupo se envolveram em uma luta em Santa Mônica, Califórnia.
Em 9 de junho de 2021, NLE Choppa afirmou que ajudou a curar o câncer de uma menina.

## Discografia

### Álbuns de Estúdio
| Título     | Detalhes do álbum | Melhor posição nas paradas | Melhor posição nas paradas | Melhor posição nas paradas | Certificações |
| Título     | Detalhes do álbum | EUA                        | EUA R&B/Hip-Hop            | CAN                        | Certificações |
| ---------- | --- | -------------------------- | -------------------------- | -------------------------- | ------------- |
| Top Shotta | - Lançamento: 7 de agosto de 2020 - Gravadora(s): No Love Entertainment, Warner - Formato(s): Download digital, streaming, CD | 10                         | 6                          | 14                         | - RIAA: Ouro  |

### Mixtapes
| Título                                                                        | Detalhes                                                                                        | Melhor posição nas paradas |
| Título                                                                        | Detalhes                                                                                        | EUA                        |
| ----------------------------------------------------------------------------- | ----------------------------------------------------------------------------------------------- | -------------------------- |
| No Love: The Takeover (como YNR Choppa)                                       | - Lançamento: 22 de julho de 2018 - Gravadora: DistroKid - Formato: Download digital            | —                          |
| From Dark to Light                                                            | - Lançamento: 1 de novembro de 2020 - Gravadora: Warner Music Group - Formato: Download digital | 115                        |
| "—" denota um lançamento que não entrou na parada ou não foi lançada no país. |                                                                                                 |                            |

### EPs
| Título     | Detalhes                                                                                                | Melhor posição nas paradas | Melhor posição nas paradas | Melhor posição nas paradas | Certificações |
| Título     | Detalhes                                                                                                | EUA                        | EUA R&B/Hip-Hop            | CAN                        | Certificações |
| ---------- | --- | -------------------------- | -------------------------- | -------------------------- | ------------- |
| Cottonwood | - Lançamento: 23 de dezembro de 2019 - Gravadora: UnitedMasters - Formato: Download digital e streaming | 57                         | 20                         | 64                         | - RIAA: Ouro  |

### Singles
| Titulo                                                          | Ano  | Posição nas Paradas | Posição nas Paradas | Posição nas Paradas | Posição nas Paradas | Posição nas Paradas | Posição nas Paradas | Posição nas Paradas | Certificações      | Álbum                 |
| Titulo                                                          | Ano  | US                  | US R&B/HH           | US Rap              | CAN                 | IRE                 | NZ Hot              | UK                  | Certificações      | Álbum                 |
| --------------------------------------------------------------- | ---- | ------------------- | ------------------- | ------------------- | ------------------- | ------------------- | ------------------- | ------------------- | ------------------ | --------------------- |
| "Shotta Flow" (solo e com Blueface)                             | 2019 | 36                  | 14                  | 12                  | 42                  | 75                  | 40                  | —                   | - RIAA: 2× Platina | Cottonwood            |
| "Shotta Flow 2"                                                 | 2019 | —                   | —                   | —                   | —                   | —                   | —                   | —                   | - RIAA: Platina    | Top Shotta            |
| "Capo"                                                          | 2019 | —                   | —                   | —                   | —                   | —                   | —                   | —                   | - RIAA: Ouro       | Top Shotta            |
| "Birdboy"                                                       | 2019 | —                   | —                   | —                   | —                   | —                   | —                   | —                   |                    | Top Shotta            |
| "Blocc Is Hot"                                                  | 2019 | —                   | —                   | —                   | —                   | —                   | —                   | —                   |                    | Top Shotta            |
| "ChopBloc" (com BlocBoy JB)                                     | 2019 | —                   | —                   | —                   | —                   | —                   | —                   | —                   |                    | Top Shotta            |
| "Stick by My Side" (com Clever)                                 | 2019 | —                   | —                   | —                   | —                   | —                   | —                   | —                   |                    | Top Shotta            |
| "Free Youngboy"                                                 | 2019 | —                   | —                   | —                   | —                   | —                   | —                   | —                   |                    | Top Shotta            |
| "Shotta Flow 3"                                                 | 2019 | —                   | —                   | —                   | —                   | —                   | —                   | —                   | - RIAA: Ouro       | Top Shotta            |
| "Nolove Anthem"                                                 | 2019 | —                   | —                   | —                   | —                   | —                   | —                   | —                   |                    | No Love: The Takeover |
| "Camelot" (solo ou com BlocBoy JB, Yo Gotti e Moneybagg Yo)     | 2019 | 37                  | 17                  | 14                  | 35                  | 78                  | 10                  | —                   | - RIAA: 2× Platina | —                     |
| "ChopBloc 2" (com BlocBoy JB)                                   | 2019 | —                   | —                   | —                   | —                   | —                   | —                   | —                   |                    | —                     |
| "Forever"                                                       | 2019 | —                   | —                   | —                   | —                   | —                   | —                   | —                   |                    | —                     |
| "Dekario"                                                       | 2019 | —                   | —                   | —                   | —                   | —                   | —                   | —                   |                    | —                     |
| "Famous Hoes"                                                   | 2019 | 83                  | 36                  | —                   | 95                  | —                   | —                   | —                   | - RIAA: Ouro       | —                     |
| "Side"                                                          | 2019 | —                   | —                   | —                   | —                   | —                   | —                   | —                   |                    | Cottonwood            |
| "Exotic"                                                        | 2020 | —                   | —                   | —                   | —                   | —                   | —                   | —                   |                    | —                     |
| "Go Stupid" (with Polo G, Stunna 4 Vegas and Mike Will Made It) | 2020 | 60                  | 29                  | 20                  | 28                  | 97                  | 17                  | —                   | - RIAA: Platina    | The Goat              |
| "100 Shots"                                                     | 2020 | —                   | —                   | —                   | —                   | —                   | —                   | —                   | —                  | —                     |
| "Walk Em Down" (com Roddy Ricch)                                | 2020 | 38                  | 16                  | 14                  | 49                  | 65                  | 9                   | 85                  | - RIAA: 2× Platina | Top Shotta            |
| "Shotta Flow 5"                                                 | 2020 | 54                  | 23                  | 20                  | 51                  | —                   | 15                  | —                   |                    | Top Shotta            |
| "Narrow Road" (com Lil Baby)                                    | 2020 | —                   | 46                  | —                   | —                   | —                   | 19                  | —                   |                    | Top Shotta            |
| "Make Em Say" (com Latto)                                       | 2020 | —                   | —                   | —                   | —                   | —                   | —                   | —                   |                    | Top Shotta            |
| "Bryson"                                                        | 2020 | —                   | —                   | —                   | —                   | —                   | —                   | —                   |                    | From Dark to Light    |
| "Final Warning"                                                 | 2021 | 90                  | 40                  | —                   | 95                  | —                   | —                   | —                   | - RIAA: Ouro       | —                     |
| "Letter To My Daughter"                                         | 2021 | —                   | —                   | —                   | —                   | —                   | —                   | —                   |                    | —                     |